# Buch (Kirchzell)
Buch ([buːx] ) ist ein Gemeindeteil des Marktes Kirchzell im unterfränkischen Landkreis Miltenberg in Bayern.

## Geographie
Das Kirchdorf liegt in der Gemarkung von Preunschen auf 180 m ü. NHN an der Kreisstraße MIL 42 am Oberlauf der Mud. Im Süden von Buch steht die Ruine Wildenberg und dahinter verläuft die Landesgrenze zu Baden-Württemberg. Nordwestlich befindet sich Kirchzell, südöstlich und südwestlich liegen Beuchen und Preunschen.

## Geschichte
Erstmals urkundlich erwähnt wurde Buch am 19. Mai 1271 anlässlich des Verkaufs der Burg Wildenberg mit den zugehörigen Dörfern Kirchzell, Buch, Preunschen, Donebach, Mörschenhardt, Schloßau und Mudau durch Ulrich von Dürn und seine Gemahlin Adelheid an das Erzstift Mainz.
Buch war Teil der Gemeinde Preunschen, die am 1. Januar 1975 in den Markt Kirchzell eingegliedert wurde.